# IC 3117
IC 3117 је двојна звијезда у сазвјежђу Дјевица која се налази на листи објеката дубоког неба у Индекс каталогу.
Деклинација објекта је + 9° 4' 35" а ректасцензија 12h 18m 4,7s.